# Кракувек
Кракувек (пол. Krakówek) — село в Польщі, у гміні Джицим Свецького повіту Куявсько-Поморського воєводства.
Населення — 112 осіб (2011).
У 1975-1998 роках село належало до Бидгощського воєводства.У 1975–1998 роках місто адміністративно належало до Бидгощського воєводства . Це дванадцяте за величиною місто в гміні Джицім

## Демографія
Демографічна структура станом на 31 березня 2011 року:
|          | Загалом | Допрацездатний вік | Працездатний вік | Постпрацездатний вік |
| -------- | ------- | ------------------ | ---------------- | -------------------- |
| Чоловіки | 62      | 15                 | 41               | 6                    |
| Жінки    | 50      | 11                 | 29               | 10                   |
| Разом    | 112     | 26                 | 70               | 16                   |